# Antanas Sniečkus
Antanas Sniečkus (7 de enero de 1903-22 de enero de 1974) fue un político soviético de etnia lituana que se desempeñó como Primer Secretario del Partido Comunista de la República Socialista Soviética de Lituania desde el 21 de julio de 1940 hasta el 22 de enero de 1974.

## Biografía
Sniečkus nació en 1903, en el pueblo de Būbleliai, cerca de Šakiai. Durante la Primera Guerra Mundial, su familia huyó a Rusia, donde observó la revolución rusa de 1917. En 1919, su familia regresó a Lituania; en 1920 ya era miembro del Partido Bolchevique. Ese mismo año, fue arrestado por actividades antigubernamentales. Fue puesto en libertad bajo fianza, pero huyó a Moscú y se convirtió en agente del Komintern. En Moscú, se ganó la confianza de Zigmas Angarietis y Vincas Mickevičius-Kapsukas, y se convirtió en miembro del Comité Central del Partido Comunista de Lituania. En 1926, el Komintern envió a Sniečkus a Lituania para reemplazar al recientemente ejecutado Karolis Požėla como jefe del proscrito y clandestino Partido Comunista de Lituania.
De 1926 a 1930, participó en actividades subversivas en Lituania, y nuevamente fue arrestado y encarcelado por ellas en la prisión de Kaunas en 1930. En 1933, Sniečkus fue liberado a cambio de prisioneros políticos lituanos detenidos en la URSS. En 1936 regresó a Lituania. En 1939, fue arrestado nuevamente y sentenciado a ocho años de prisión. Después del ultimátum soviético de 1940 a Lituania y la posterior anexión a la URSS, Sniečkus fue liberado de prisión el 18 de junio de 1940 y se convirtió en el jefe del Departamento de Seguridad Nacional. El vicecomisario de Asuntos Exteriores, Vladímir Dekanózov, llegó a Lituania unos días antes, el 15 de junio, para organizar la incorporación de Lituania a la Unión Soviética. Como secretario del partido, Sniečkus emitió las órdenes de Dekanózov en nombre del partido. Sniečkus contribuyó a crear una atmósfera de terror antes de las elecciones del 14 de julio del recién creado por las autoridades soviéticas, Seimas del pueblo declaró que el "pueblo" lituano quería unirse a la Unión Soviética, y el 3 de agosto, el Soviet Supremo de la Unión Soviética anexó Lituania a la Unión Soviética. El proceso ilegal de anexión terminó formalmente y se creó la República Socialista Soviética de Lituania. Desde el 21 de julio, hasta su muerte, Sniečkus fue el primer secretario del Partido Comunista de Lituania.
Sniečkus fue el iniciador de las primeras deportaciones masivas de lituanos entre el 14 y el 19 de junio de 1941. Incluso hizo que su propio hermano, con su familia, fuera deportado a Siberia, donde murió su hermano.
El 26 de noviembre de 1942, se creó el Movimiento Partisano Lituano (Lietuvos partizaninio judėjimo štabas) en Moscú, bajo el mando de Sniečkus, que se había retirado con el Ejército Rojo a Moscú en 1941. La existencia del Comando del Movimiento Partisano Lituano tenía que mostrar la naturaleza lituana de las acciones de los partisanos soviéticos en Lituania, pero en realidad los grupos de saboteadores enviados desde Moscú no informaron al Comando del Movimiento Partisano Lituano y, en cambio, informaron directamente al Comando Central de  el Movimiento Partidista. Se estima que en Lituania entre 5 y 10 mil personas participaron en actividades clandestinas soviéticas durante la guerra.
En 1944, debido al avance del Ejército Rojo, su madre huyó de Lituania hacia Occidente y repudió a su hijo. Dos hermanos y tres hermanas de Antanas Sniečkus también huyeron a Occidente. Sniečkus regresó de Rusia en 1944 con los funcionarios comunistas que se habían retirado durante la invasión alemana del 22 de junio de 1941.
Sniečkus volvió a organizar deportaciones masivas de lituanos después de la guerra. En 1948, Sniečkus inició la colectivización de la agricultura. La mayoría de los campesinos fueron colectivizados en 1952 mediante el terror, los asesinatos y las deportaciones. La producción agrícola cayó drásticamente al nivel de la agricultura soviética en las otras repúblicas soviéticas. Cuando el jefe del partido soviético Nikita Jrushchov emitió un programa de amnistía, muchos prisioneros políticos y deportados fueron liberados de prisiones y campos de trabajo, pero Sniečkus no les permitió regresar a Lituania.

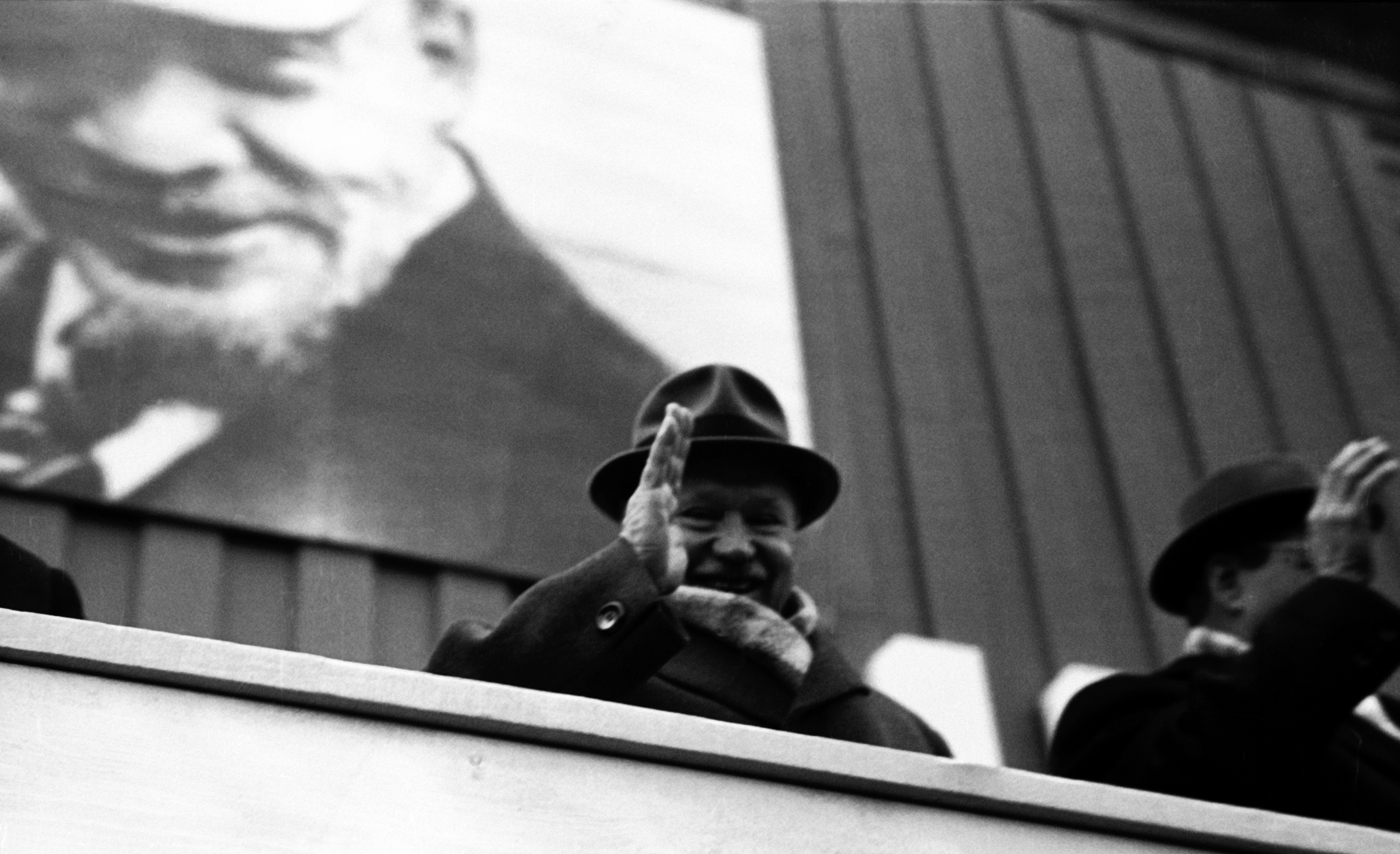
Sniečkus saludando durante las celebraciones del Día de la Revolución en 1970.

Durante las últimas décadas del gobierno de Sniečkus, la orientación nacional fue notable en sus actividades. El primer enfrentamiento con Moscú ocurrió en 1949-1950, cuando tuvo que defender de la persecución a sus viejos amigos comunistas, con quienes estaba trabajando juntos en la clandestinidad. Lituania fue la única república de la URSS donde no solo no hubo persecución masiva de los viejos comunistas y ni siquiera un comunista de la época pre-soviética fue acusado y arrestado. Aproximadamente en esta época, sus políticas comenzaron a adquirir un carácter nacional. Esta política tuvo la forma de sabotear algunas órdenes de Moscú, exigiendo algunos privilegios para Lituania, y otras.
Su esposa Mira Bordonaitė también era comunista convencida y pasó muchos años en prisión. Sniečkus tuvo dos hijos, Vladas y Marytė.

## Después de su muerte
Sniečkus, una aldea para los empleados de la Central nuclear de Ignalina a orillas del Lago Drūkšiai, fue fundada en 1975. En 1992 la ciudad pasó a llamarse Visaginas y en 1995 recibió los derechos de ciudad.
En Lituania se han hecho algunos intentos para rehabilitar a Sniečkus, que fue mitificado con más o menos éxito a lo largo de varias décadas.